# Bolygó
A bolygó olyan jelentősebb tömegű égitest, amely egy csillag vagy egy csillagmaradvány körül kering, elegendően nagy tömegű ahhoz, hogy kialakuljon a hidrosztatikai egyensúlyt tükröző közel gömb alak, viszont nem lehet elég nagy tömegű ahhoz, hogy belsejében meginduljon a magfúzió és ezáltal saját fénye legyen, valamint tisztára söpörte a pályáját övező térséget. A csillagászok már találtak bolygókat más csillagok körül is. Ezek az exobolygók.
Van továbbá olyan elmélet is, amely szerint a csillagközi térben is lehetnek bolygószerű égitestek, amelyek valamely csillagrendszerből lökődtek ki, vagy csillagközi por összesűrűsödésével jöttek létre.
A bolygókkal foglalkozó tudományág a planetológia.

## Keletkezése
Nem tudni pontosan, hogyan keletkeznek a bolygók. A jelenlegi elképzelés az, hogy egy csillagköd szétesésekor születnek. A csillagköd anyagának egy része, az összesűrűsödés miatt annak közepén protocsillaggá válik, a többi része pedig hatalmas por és gázfelhőként kering körülötte. Ez utóbbit hívjuk protoplanetáris korongnak. A porhalmaz egy része egyes helyeken a térben összesűrűsödik, és a tömegvonzás hatására gömbbé formálódik. Miután egy születő bolygó átlép egy bizonyos méretet (kb. a Hold átmérőjét), olyan nagy lesz a vonzáskörzete, hogy egyre több porrészecskét vonz magához, és egyre gyorsabban gyarapítja saját anyagát.
A kisebb anyagcsomók (ha sok van belőlük), a központi gravitációs pont körül keringve egymásnak ütköznek és összetapadhatnak, ezáltal nagyobb anyagcsomók jönnek létre, amik végső soron bolygókká alakulhatnak.

## A Naprendszer bolygói

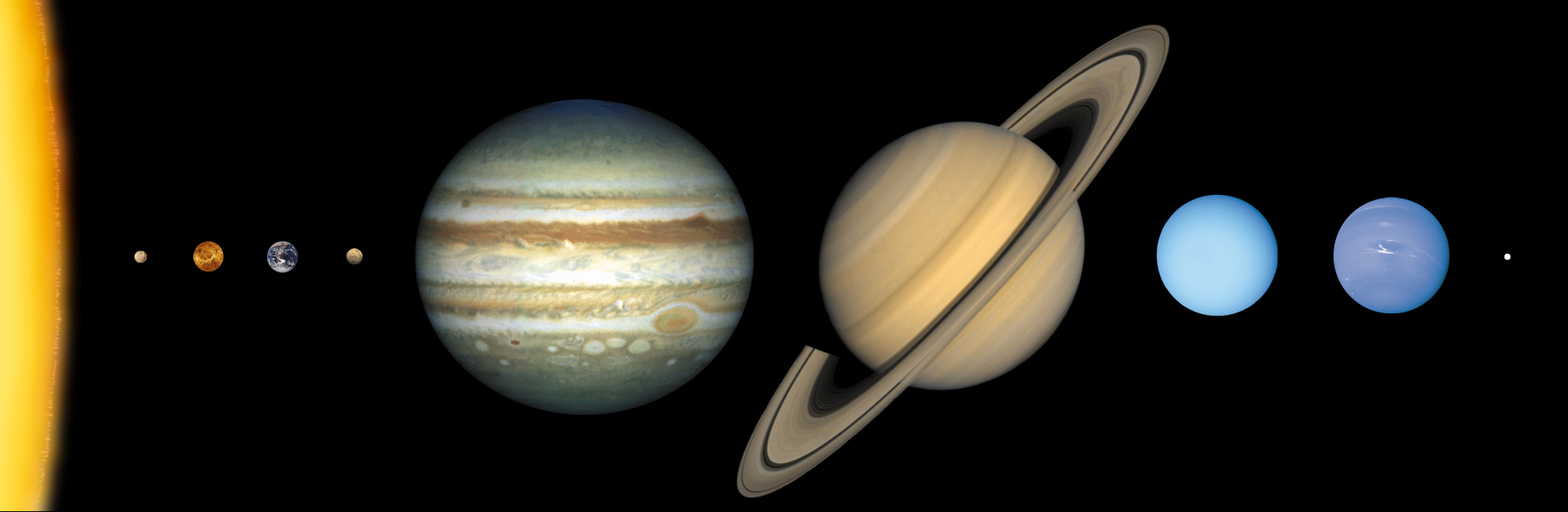
A Nap, a bolygók és a Pluto méretének aránya egymáshoz képest

Naprendszerünkben a jelenleg elfogadott definíciók alapján nyolc bolygót ismerünk. 2006. augusztus 24-éig a Pluto is bolygónak számított. Ekkor adták meg a bolygó új definícióját és hozták létre a törpebolygó kategóriát, melybe további négy égitestet sorolunk. A bolygók körül lehetnek kisebb kísérőobjektumok, ezeket holdaknak nevezzük.
A Naprendszer bolygóinak három csoportja:
- Óriásbolygók (Jupiter-típusú bolygók, gázbolygók, gázóriások): Jupiter, Szaturnusz, Uránusz, Neptunusz;
- Kőzetbolygók (Föld-típusú bolygók): Merkúr, Vénusz, Föld, Mars;
- Törpebolygók: Ceres, Pluto, Eris,[2] Makemake és a Haumea.

Az alábbi táblázat összehasonlítja a három csoport legfontosabb jellemzőit:
| Jellemző     | Óriásbolygók                                          | Kőzetbolygók        | Törpebolygók                                 |
| ------------ | ----------------------------------------------------- | ------------------- | -------------------------------------------- |
| összetétel   | főleg gáz                                             | főleg szilárd anyag | főleg szilárd anyag                          |
| térfogat     | a Földénél nagyságrendekkel nagyobb                   | a Földéhez hasonló  | kisebb a Merkúrénál, és nagyobb a holdakénál |
| holdak száma | több mint egy tucat (és egyre újabbakat fedeznek fel) | kettő vagy kevesebb | akár öt is (a Plutónál)                      |

### Felfedezése a történelem során
Feltehetően először az ókori csillagászok fedezték fel az egyébként csillagnak látszó, apró fényeket, amelyek észrevehetően mozognak a csillagokhoz képest. Az ókori görögök hívták ezeket vándorló, bolyongó csillagoknak, és tulajdonképpen minden olyan égitestet, ami nem csillag, bolygónak tekintettek. A kor fejlettebb civilizációi egységesen hittek benne, hogy a Föld a Világegyetem középpontjában áll és az égitestek, a „bolygók” és csillagok körülötte keringenek.
Az ősi civilizációk csak az öt szabad szemmel látható bolygót ismerték, melyeket isteneikről neveztek el. A bolygók létezésének elmélete folyamatosan fejlődött a történelem során. Az ókori vándorló csillagok elképzelésből idővel a modern kor Föld-szerű égitestje lett. A téma kibővült a Naprendszeren kívüli bolygókkal is. A bolygó mint égitest meghatározása rengeteg tudományos kérdést vetett fel. A 19. század végén összesen tizennyolc bolygót tartottak számon a Naprendszerben.
Az ókorban a következő égitesteket tekintették bolygónak, ebben a sorrendben:
| Hold | Merkúr | Vénusz | Nap | Mars | Jupiter | Szaturnusz |

A reneszánsz korban a heliocentrikus világkép elterjedésével jött a felismerés, hogy maga a Föld is bolygó.
| Merkúr | Vénusz | Föld | Mars | Jupiter | Szaturnusz |

A 19. század közepéig rengeteg, a Nap körül keringő égitestet fedeztek fel, melyeket bolygóként kezeltek.
| Merkúr | Vénusz | Föld | Mars | Vesta | Juno | Ceres | Pallas | Jupiter | Szaturnusz | Uránusz | Neptunusz |

Ez így volt egészen 1853-ig, amikor a csillagászok széles körben elfogadták a kisbolygó égitesttípust. 1853-tól 1930-ig:
| Merkúr | Vénusz | Föld | Mars | Jupiter | Szaturnusz | Uránusz | Neptunusz |

A Plútó, mint bolygó felfedezése után, 1930-tól 2006-ig:
| Merkúr | Vénusz | Föld | Mars | Jupiter | Szaturnusz | Uránusz | Neptunusz | Plútó |

Napjainkban, a Plútó „lefokozása” után:
| Merkúr | Vénusz | Föld | Mars | Jupiter | Szaturnusz | Uránusz | Neptunusz |

Mai Naprendszer a törpebolygókkal együtt:
| Merkúr | Vénusz | Föld | Mars | Ceres | Jupiter | Szaturnusz | Uránusz | Neptunusz | Pluto | Haumea | Makemake | Eris |

### A bolygók nevének eredete
Ma a Naprendszer bolygói – a Föld kivételével – római istenek nevét viselik:
- Merkúr: a kereskedelem, az utazás és a tolvajlás istene
- Vénusz: a szépség és a szerelem istennője
- Mars: a háború istene
- Jupiter: a Pantheon főistene és az univerzum teremtője
- Szaturnusz: a mezőgazdaság istene
- Uránusz: az ég istene
- Neptunusz: a tengerek istene.

A törpebolygók nevének eredete:
- Ceres: a növények római istene
- Pluto: az alvilág római istene
- Haumea: a termékenység hawaii istennője
- Makemake: a polinéz teremtő isten
- Eris: a viszály és veszekedés görög istennője.

Egyes nyelvekben a hét napjainak elnevezése az istenek nevéből származik, és így társultak az egyes égitestekkel.
A spanyol nyelvben például a hétfő (lunes) a Hold (Luna) napja, a kedd (martes) a Mars (Marte) napja, a szerda (miércoles) a Merkúr (Mercurio) napja, a csütörtök (jueves) a Jupiter (Júpiter) napja, a péntek (viernes) pedig a Vénusz (Venus) napja. De pl. az angol Sunday és Monday elnevezésben is visszaköszön a Sun (Nap) és a Moon (Hold) szó, akárcsak a német Sonntag (die Sonne – Nap) és Montag (der Mond – Hold) elnevezésben. A közhiedelemmel ellentétben a Friday és Freitag nem a free ill. frei szavakra vezethető vissza, hanem Freya germán isten nevére, akit szintén egy égitesttel társítottak.
A különböző bolygók holdjainak neve mitológiai személyektől származik, kivétel az Uránusz "mellékbolygóinak" neve, melyek klasszikus színházi darabok szereplőit idézik. A Naprendszer további kisebb elemei különböző források által kapták nevüket: mitológiai alakokról (Pluto, Sedna, Eris, Varuna és Ceres), felfedezőikről (mint például a Halley-üstökös) vagy a felfedezésükkel kapcsolatos alfanumerikus kódokból.

### A bolygók fontosabb jellemzői
Az alábbi táblázatban a Nap és a bolygók néhány adata szerepel a Föld megfelelő adatával összehasonlítva.
| Típus            | Név        | Egyenlítői átmérő 1 | Tömeg 1 | Pályasugár (átlagos, CsE) 1 | Keringési idő (év) 1 | Tengelyforgási idő (nap) 1 | Inklináció 2 | Atmoszféra |
| ---------------- | ---------- | ------------------- | ------- | --------------------------- | -------------------- | -------------------------- | ------------ | ---------- |
| Központi csillag | Nap        | 109                 | 332 950 | -                           | -                    | 25-35                      | -            | -          |
| Kőzetbolygók     | Merkúr     | 0,382               | 0,06    | 0,38                        | 0,241                | 58,6                       | 3,38°        | nyomokban  |
| Kőzetbolygók     | Vénusz     | 0,949               | 0,82    | 0,72                        | 0,615                | -2433                      | 3,86°        | CO2, N     |
| Kőzetbolygók     | Föld       | 1,00                | 1,00    | 1,00                        | 1,00                 | 1,00                       | 7,25°        | N2, O2     |
| Kőzetbolygók     | Mars       | 0,53                | 0,11    | 1,52                        | 1,88                 | 1,03                       | 5,65°        | CO2, N2    |
| Óriásbolygók     | Jupiter    | 11,2                | 318     | 5,20                        | 11,86                | 0,414                      | 6,09°        | H2, He     |
| Óriásbolygók     | Szaturnusz | 9,41                | 95      | 9,54                        | 29,46                | 0,426                      | 5,51°        | H2, He     |
| Óriásbolygók     | Uránusz    | 3,98                | 14,6    | 19,22                       | 84,01                | 0,718                      | 6,48°        | H2, He     |
| Óriásbolygók     | Neptunusz  | 3,81                | 17,2    | 30,06                       | 164,79               | 0,671                      | 6,43°        | H2, He     |

1 A Föld paramétereihez viszonyított értékek
2 A Nap egyenlítőjéhez viszonyítva
3 A Vénusz ellentétes tengelyforgású a többi bolygóhoz képest, ezt jelöli a mínusz előjel

## További információ
- Johann Dorschner: A bolygók – a Föld testvérei?; ford. Nagy Imre; Gondolat, Budapest, 1980 (Gondolat zsebkönyvek)
- Bérczi Szaniszló: Kristályoktól bolygótestekig; Akadémiai, Budapest, 1991
- Joachim Herrmann: És ez melyik csillag? Csillagok és bolygók felfedezése és megfigyelése. Csillagképek lexikonával; ford. Bognár Viktória; Sziget, Budapest, 2003
- Csillagászat. Képes atlasz. Felfedezőúton csillagok és bolygók között; szöveg Adriana Rigutti, csillagtérk. Bernardo Mannucci, ford. Horváth Sándor; Napraforgó, Budapest, 2006
- Robin Scagell: Az éjszakai égbolt atlasza. A Hold, a bolygók, a csillagok és a mélység-objektumok; ford. Sipos Nikoletta; Alexandra, Pécs, 2007
- Geoffrey Cornelius–Paul Devereux: A csillagok és a bolygók nyelve. Képes útmutató az égbolt misztériumaihoz; ford. Vekerdy János; Saxum, Budapest, 2011
- Andrew Cohen–Brian Cox: A bolygók élete. Naprendszerünk bolygóiról; ford. Both Előd; Akkord, Budapest, 2023
- szerk.: Marik Miklós: Csillagászat. Akadémiai Kiadó (1989). ISBN 963 05 4657 4
- Peter Francis: A bolygók. Nyolc új világ földrajza, geológiája, meteorológiája, ford.: Guman István, Gondolat Kiadó, Budapest, 1988, ISBN 963-281-872-5